# Triển lãm bầu trời sao Poloniny
Khu vực bầu trời đêm Poloniny (tiếng Slovak: Park tmavej oblohy Poloniny) là khu vực bầu trời đêm đầu tiên ở Slovakia, và là khu vực thứ 20 trên toàn thế giới.
Bóng tối hoàn toàn tự nhiên vào ban đêm, không bị ảnh hưởng bởi ánh sáng nhân tạo, không còn tồn tại ở Slovakia bởi vì ô nhiễm ánh sáng, nhưng vẫn có những nơi bị ảnh hưởng ít nhất. Cụ thể là Vườn quốc gia Poloniny, tại điều kiện Ô nhiễm ánh sáng tại khu vực tối nhất ở Slovakia. Từ đó, Liên minh các nhà thiên văn học Slovakia bắt đầu một sáng kiến thành lập một khu vực bầu trời đêm ở đó.

## Vị trí và khu vực
Khu vực  bầu trời đêm nằm ở phía đông bắc của Cộng hòa Slovak trên biên giới với Ba Lan và Ukraine. Lãnh thổ của triễn lãm được xác định theo diện tích của Vườn quốc gia Poloniny (298.05 km²) và một vùng đệm (109.73 km²) và cả lãnh thổ thành phố tại Kolonica, Ladomirov, Kalná Roztoka, Klenová, Ruská Volová (77.41 km²). Diện tích tổng cộng alf 485.19 km². Diện tích của công viên trở nên đặc biệt bởi mật độ dân số đặc biệt nhỏ (6 người trên mỗi km²). Nó cũng là vườn quốc gia ít được ghé thăm nhất ở Slovakia, vậy nên sự ảnh hưởng của con người lên môi trường được giảm thiểu tốt đa.
Trong điều kiện của Ô nhiễm ánh sáng, Vườn quốc gia Poloniny  là nơi tốt nhất tại Slovakia. Bóng tối ban đêm tự nhiên và nhịp sinh học ban đêm của tất cả các sinh vật sống bị xáo trộn ít nhất ở đó.

## Vườn quốc gia Poloniny
Vườn quốc gia Poloniny (tiếng Slovak: Národný park Poloniny) là vườn quốc gia ở phía Đông Bắc Slovakia tại biên giới Ba Lan và Ukraina, ở trong dãy núi Bukovské vrchy, nơi thuộc về phía Đông dãy Carpath. Được tạo ra vào ngày 1 tháng 10 năm 1997 với khu bảo tồn có diện tích 298.05 km² và vùng đệm có diện tích 109.73 km². Các khu vực được chọn của khu vực được đưa vào các khu rừng sồi nguyên sinh trên dãy Carpath và các khu vực khác của châu Âu di sản thế giới UNESCO.

## Thành lập
khu vực bầu trời đêm Poloniny đêm được chính thức thành lập vào ngày 3 tháng 12 năm 2010 tại Snina. Nó được thành lập vào Năm Quốc tế Đa dạng Sinh học 2010 với tư cách là khu vực bầu trời đêm đầu tiên ở Slovakia. khu vực bầu trời đêm Poloniny đã được tuyên bố theo thỏa thuận của sáu tổ chức đối tác

## Mục tiêu
khu vực bầu trời đêm được tạo ra nhằm thông báo cho công chúng về môi trường ban đêm được bảo tồn đặc biệt ở khu vực này, để giáo dục về vấn đề bảo vệ môi trường chống lại ô nhiễm ánh sáng, nhằm khuyến khích và bảo vệ bầu trời đêm nguyên thủy, là cơ sở để bảo vệ môi trường tự nhiên khỏi  ô nhiễm ánh sáng.
Dải Ngân Hà hoàn toàn có thể nhìn thấy, không cần kính thiên văn vẫn có thể nhìn thấy gần 2.000 ngôi sao. Núi che khuất tầm nhìn trực tiếp của ánh sáng từ các thị trấn và làng mạc xung quanh. Ngoài ra còn có một đài quan sát thiên văn chuyên nghiệp nằm trong khu vực triễn lảm.

## Tìm hiểu thêm
- Vườn quốc gia Poloniny
- Dark-sky preserve